# Терци, Антония
Анто́ния Те́рци (29 апреля 1971—26 октября 2021) — итальянский аэродинамик, работавший с командами Ferrari и Williams в Формуле-1.
Терци работала в конструкторском отделе Ferrari вместе с Рори Бирном до 2002 года, затем она перешла в Williams, где стала главой аэродинамики команды. Рассталась с Williams в ноябре 2004 года, когда её сменил бывший дизайнер Prost, Лоик Бигуа.
Терци погибла в возрасте 50 лет, 26 октября 2021 года, в автокатастрофе в Англии.